# Erythrina montana
Erythrina montana là một loài thực vật có hoa trong họ Đậu. Loài này được Rose & Standl. miêu tả khoa học đầu tiên.